# The Lone Ranger Rides Again
Pour plus de détails, voir Fiche technique et Distribution.
The Lone Ranger Rides Again est un serial américain en quinze chapitres réalisé par William Witney et John English sorti en 1939.
Produit par Republic Pictures, ce film est la suite du serial Les Justiciers du Far-West (The Lone Ranger) (1938 et le treizième des soixante-six serials produits par Republic Pictures.
Le serial a été considéré comme perdu durant un long moment mais des copies, avec des sous-titres espagnols, ont depuis été retrouvées.

## Synopsis
Des colons s'étant installés dans une vallée au Nouveau-Mexique sont attaqués par les Black Raiders. La vallée a été annexée par le rancher Craig Dolan, qui ne veut pas de la présence de nouveaux colons dans celle-ci. Son fils, Bart, a pris les choses en mains et a formé les Black Raiders. Le Lone Ranger tente d'aider les colons mais il est gêné par le fait d'avoir été accusé de faire partie des Raiders. Plus particulièrement, Juan Vasquez croit qu'il a tué son frère. Cependant, le Ranger est forcé de retirer son masque et d'agir sous le nom de "Bill Andrews" dans le but de réussir à protéger les colons.

## Fiche technique
- Titre original : The Lone Ranger Rides Again
- Réalisation : William Witney et John English
- Scénario : Franklin Adreon, Ronald Davidson, Sol Shor et Barry Shipman
- Photographie : Edgar Lyons, William Nobles
- Montage : Edward Todd, Helene Turner
- Musique :  William Lava
- Direction artistique : John Victor Mackay, Ralph Oberg
- Décors : Morris Braun
- Costumes : Adele Palmer, Robert Ramsey
- Pays de production :  États-Unis
- Langue originale : anglais américain
- Format : Noir et blanc — 35 mm — 1,37:1 — Son : Mono
- Genre : western
- Durée : 263 minutes (15 chapitres)
- Dates de sortie :
  - États-Unis : 25 février 1939

## Distribution
- Robert Livingston : The Lone Ranger / Bill Andrews
- Chief Thundercloud : Tonto, partenaire du Lone Ranger
- Silver Chief : Silver, le cheval blanc
- Duncan Renaldo : Juan Vasquez
- Jinx Falken : Sue Dolan
- Ralph Dunn : Bart Dolan, le fils de Craig Dolan
- J. Farrell MacDonald : Craig Dolan
- William Gould : Jed Scott
- Rex Lease : Evans
- Ted Mapes : Merritt, un colon
- Henry Otho : Pa Daniels
- John Beach : Hardin, un des Black Raiders
- Glenn Strange : Thorne, un des Black Raiders
- Stanley Blystone : Murdock, un des Black Raiders
- Eddie Parker : Hank, un des Black Raiders
- Al Taylor : Colt, un des Black Raiders
- Carleton Young : Logan
- Forrest Taylor : le Juge Miller (non crédité)

## À noter
- Le film a été tourné entre le 9 décembre 1938 et le 20 janvier 1939 sous le titre The Lone Ranger Returns[2]. Son numéro de production était 895[2].

## Chapitres
|    | Titre                    | Durée       |
| -- | ------------------------ | ----------- |
| 1  | The Lone Ranger Returns  | 28 min 54 s |
| 2  | Masked Victory           | 16 min 43 s |
| 3  | The Black Raiders Strike | 16 min 45 s |
| 4  | The Cavern of Doom       | 16 min 44 s |
| 5  | Agents of Deceit         | 16 min 37 s |
| 6  | The Trap                 | 16 min 39 s |
| 7  | Lone Ranger at Bay       | 16 min 42 s |
| 8  | Ambush                   | 16 min 40 s |
| 9  | Wheels of Doom           | 16 min 44 s |
| 10 | The Dangerous Captive    | 16 min 37 s |
| 11 | Death Below              | 16 min 40 s |
| 12 | Blazing Peril            | 16 min 41 s |
| 13 | Exposed                  | 16 min 42 s |
| 14 | Besieged                 | 16 min 39 s |
| 15 | Frontier Justice         | 16 min 45 s |

## Crédit d'auteurs
- (en) Cet article est partiellement ou en totalité issu de l’article de Wikipédia en anglais intitulé « The Lone Ranger Rides Again » (voir la liste des auteurs).